# Храм любви (фильм)
«Храм любви» (хинди प्यार का मंदिर, Pyaar Ka Mandir) — индийский семейно-драматический фильм, снятый К. Бапайей на языке хинди и выпущенный в прокат 1 апреля 1988 года. Главные роли исполнили Митхун Чакраборти, Мадхави, Нирупа Рой, Радж Киран, Шома Ананд, Кадер Хан и Аруна Ирани. Вышел через несколько месяцев после смерти певца Кишора Кумара, чьи песни звучат в фильме.

## Сюжет
Когда-то два влюблённых соединили свои сердца, построили дом и назвали его «Храмом любви». Там же рождаются четверо их детей — три сына и дочь. Средний брат Виджай мечтает стать популярным артистом как Майкл Джексон. Но мечтам не дано осуществиться — мать увольняют со службы и её сбережения похищает нечистый на руку делец. Ради спасения матери Виджай соглашается за вознаграждение взять на себя вину за убийство, совершённое одним богачом.

## В ролях
- Митхун Чакраборти — Виджай[2]
- Нирупа Рой — мать
- Мадхави — Радха
- Сатиш Каул — Сатиш
- Бхарат Бхушан — отец Сатиша
- Сачин — Санджай
- Радж Киран[англ.] — Аджай
- Шома Ананд — Сапна Кумар
- Аруна Ирани — Шанти
- Кадер Хан — доктор
- Шраддха Верма — Мина Кумар

## Саундтрек
| №  | Название                          | Исполнители                                                   | Длительность |
| -- | --------------------------------- | ------------------------------------------------------------- | ------------ |
| 1. | «Pyar Ke Pahle Kadam Pe»          | Кишор Кумар, Алка Ягник                                       | 4:15         |
| 2. | «O Meri Jaan Meri Jaan»           | Мохаммед Азиз, Алка Ягник                                     | 3:31         |
| 3. | «Jhopad Patti Zindabad»           | Кишор Кумар                                                   | 4:00         |
| 4. | «Aye Duniya Tujhko Salam»         | Кишор Кумар                                                   | 7:33         |
| 5. | «Log Jahan Per Rahate Hain»       | Мохаммед Азиз, Суреш Вардкар, Кавита Кришнамурти, Удит Нараян | 4:07         |
| 6. | «Log Jahan Per Rahate Hain (Sad)» | Мохаммед Азиз                                                 | 6:21         |